# トレモリーノス
トレモリーノス（スペイン語: Torremolinos: スペイン語発音: [toremoˈlinos]）は、スペイン・アンダルシア州マラガ県のムニシピオ（基礎自治体）。1924年から1988年まではマラガの自治体域に含まれていた。地中海沿岸のコスタ・デル・ソルと呼ばれる地域にあり、イギリスなどからの外国人観光客が多いリゾート地として知られている。

## 地理

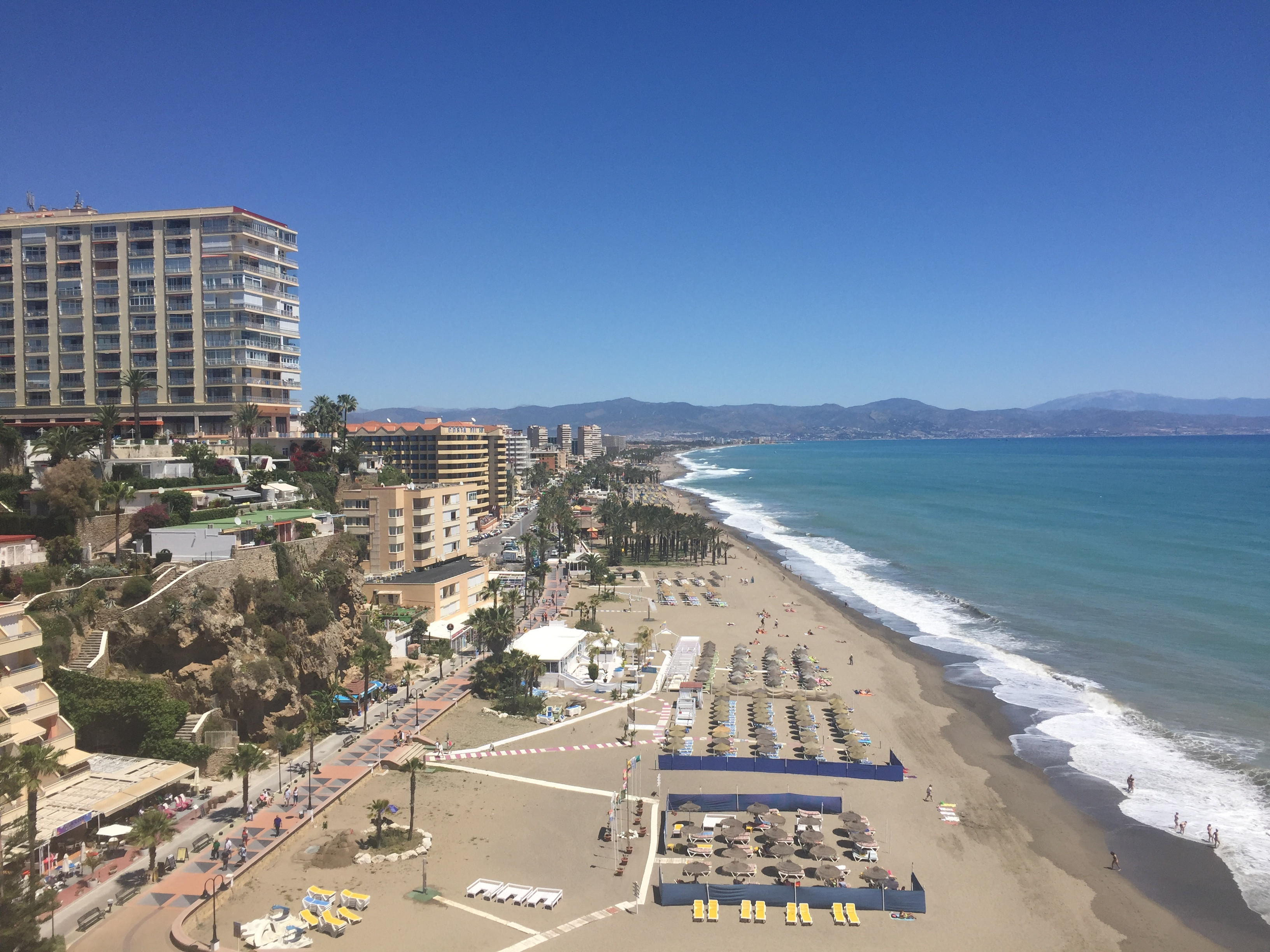
エル・バホンディージョ海岸

マラガ県の県都マラガの西側に隣接している。2017年の人口は67,701人であり、マラガ県で6番目だった。地中海のコスタ・デル・ソルにあるリゾート地であることから、観光客が多数訪れる夏季には人口が倍増する。イギリス、アイルランド、スカンディナビア半島からの観光客が多く、またイギリス人定住者も多い。
トレモリーノスにはアクアランド社が運営するコスタ・デル・ソル最大のウォーターパークがある。2003年にはモリーノ・デ・インカ植物園が開園した。闘牛場はもはや闘牛には使用されておらず、フェスティバルやコンサートなどのイベント会場として使用されている。
イギリスではパウンドランドとして知られているディスカウントショップではイギリスの食料品などを購入することができる。ハイパーマーケットのカルフールでは各国の食料品、家電、日用雑貨、自転車などを販売している。複数の中国物産店がある。
1997年には陸上競技場や体育館や室内プールを含む市営の複合スポーツ施設がオープンした。コスタ・デル・ソルでは様々なウォータースポーツが行われており、サーフボード、ジェットスキー、パラセーリング、セーリング、パドルスポーツ、シュノーケリング、カイトサーフィンなどに興じることができる。

### 人口
1924年から1988年まで、トレモリーノスはマラガの自治体域に含まれていた。
| トレモリーノスの人口推移 1842－2017                     |
|                                                         |
| 出典:INE（スペイン国立統計局）1900年 - 1991年、1996年 - |

### 気候
この地域はヨーロッパ有数の暑さを持つ地域である。夏季は湿度が低いが気温が高く乾燥し、冬季は穏やかな気候でしばしば雨が降る。アメリカ合衆国西海岸のサンフランシスコのように、しばしば海上が霧に見舞われる。
| マラガ＝コスタ・デル・ソル空港 (1981–2010)の気候 | マラガ＝コスタ・デル・ソル空港 (1981–2010)の気候 | マラガ＝コスタ・デル・ソル空港 (1981–2010)の気候 | マラガ＝コスタ・デル・ソル空港 (1981–2010)の気候 | マラガ＝コスタ・デル・ソル空港 (1981–2010)の気候 | マラガ＝コスタ・デル・ソル空港 (1981–2010)の気候 | マラガ＝コスタ・デル・ソル空港 (1981–2010)の気候 | マラガ＝コスタ・デル・ソル空港 (1981–2010)の気候 | マラガ＝コスタ・デル・ソル空港 (1981–2010)の気候 | マラガ＝コスタ・デル・ソル空港 (1981–2010)の気候 | マラガ＝コスタ・デル・ソル空港 (1981–2010)の気候 | マラガ＝コスタ・デル・ソル空港 (1981–2010)の気候 | マラガ＝コスタ・デル・ソル空港 (1981–2010)の気候 | マラガ＝コスタ・デル・ソル空港 (1981–2010)の気候 |
| 月                                               | 1月                                              | 2月                                              | 3月                                              | 4月                                              | 5月                                              | 6月                                              | 7月                                              | 8月                                              | 9月                                              | 10月                                             | 11月                                             | 12月                                             | 年                                               |
| ------------------------------------------------ | ------------------------------------------------ | ------------------------------------------------ | ------------------------------------------------ | ------------------------------------------------ | ------------------------------------------------ | ------------------------------------------------ | ------------------------------------------------ | ------------------------------------------------ | ------------------------------------------------ | ------------------------------------------------ | ------------------------------------------------ | ------------------------------------------------ | ------------------------------------------------ |
| 最高気温記録 °C （°F）                           | 26.8 (80.2)                                      | 30.0 (86)                                        | 31.4 (88.5)                                      | 33.0 (91.4)                                      | 35.0 (95)                                        | 41.0 (105.8)                                     | 44.2 (111.6)                                     | 44.0 (111.2)                                     | 40.0 (104)                                       | 36.3 (97.3)                                      | 30.4 (86.7)                                      | 24.6 (76.3)                                      | 44.2 (111.6)                                     |
| 平均最高気温 °C （°F）                           | 16.8 (62.2)                                      | 17.7 (63.9)                                      | 19.6 (67.3)                                      | 21.4 (70.5)                                      | 24.3 (75.7)                                      | 28.1 (82.6)                                      | 30.5 (86.9)                                      | 30.8 (87.4)                                      | 28.2 (82.8)                                      | 24.1 (75.4)                                      | 20.1 (68.2)                                      | 17.5 (63.5)                                      | 23.3 (73.9)                                      |
| 日平均気温 °C （°F）                             | 12.1 (53.8)                                      | 12.9 (55.2)                                      | 14.7 (58.5)                                      | 16.3 (61.3)                                      | 19.3 (66.7)                                      | 23.0 (73.4)                                      | 25.5 (77.9)                                      | 26.0 (78.8)                                      | 23.5 (74.3)                                      | 19.5 (67.1)                                      | 15.7 (60.3)                                      | 13.2 (55.8)                                      | 18.5 (65.3)                                      |
| 平均最低気温 °C （°F）                           | 7.4 (45.3)                                       | 8.2 (46.8)                                       | 9.8 (49.6)                                       | 11.1 (52)                                        | 14.2 (57.6)                                      | 18.0 (64.4)                                      | 20.5 (68.9)                                      | 21.1 (70)                                        | 18.8 (65.8)                                      | 15.0 (59)                                        | 11.3 (52.3)                                      | 8.9 (48)                                         | 13.7 (56.7)                                      |
| 最低気温記録 °C （°F）                           | −2.6 (27.3)                                      | −3.8 (25.2)                                      | −1.2 (29.8)                                      | 2.8 (37)                                         | 5.0 (41)                                         | 9.8 (49.6)                                       | 10.0 (50)                                        | 12.2 (54)                                        | 10.2 (50.4)                                      | 5.6 (42.1)                                       | 1.4 (34.5)                                       | −0.8 (30.6)                                      | −3.8 (25.2)                                      |
| 降水量 mm （inch）                               | 69 (2.72)                                        | 60 (2.36)                                        | 52 (2.05)                                        | 44 (1.73)                                        | 20 (0.79)                                        | 6 (0.24)                                         | 0 (0)                                            | 6 (0.24)                                         | 20 (0.79)                                        | 57 (2.24)                                        | 101 (3.98)                                       | 100 (3.94)                                       | 534 (21.02)                                      |
| 平均降水日数 （≥1 mm）                           | 6                                                | 5                                                | 4                                                | 5                                                | 3                                                | 1                                                | 0                                                | 1                                                | 2                                                | 4                                                | 6                                                | 7                                                | 42                                               |
| 平均月間日照時間                                 | 181                                              | 180                                              | 222                                              | 244                                              | 292                                              | 329                                              | 347                                              | 316                                              | 255                                              | 215                                              | 172                                              | 160                                              | 2,905                                            |
| 出典：スペイン気象庁(AEMet)                      |                                                  |                                                  |                                                  |                                                  |                                                  |                                                  |                                                  |                                                  |                                                  |                                                  |                                                  |                                                  |                                                  |

## 歴史

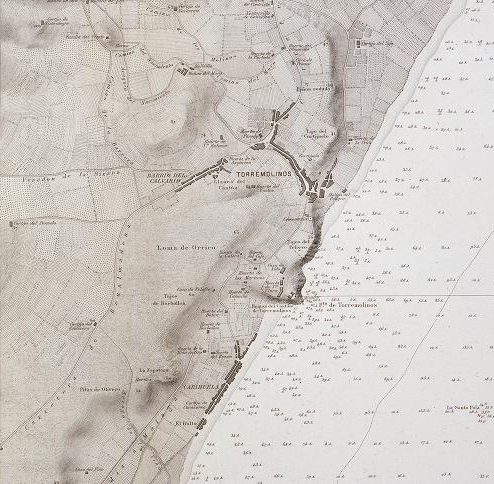
1889年の地図

プトレマイオスはフェニキア人がトレモリーノスに隣接してサドゥセの街を築いたとしている。古代ローマ人はガデス（カディス）とマラカ（マラガ）を結ぶローマ街道を建設した。1990年には約2000年前のローマ人墓地が発見されている。
ナスル朝の勢力下にあった1300年頃には高さ12メートルの防御塔が建設された。1485年にはグラナダ王国が滅亡し、カトリック勢力によるレコンキスタが完了した。18世紀までトレモリーノスは海賊の攻撃に悩まされた。18世紀初頭のスペイン継承戦争ではジョージ・ルーク提督率いるイギリス海軍がトレモリーノスの町を破壊した。1769年の調査でトレモリーノスの人口は106人であった。19世紀前半には町が再建され、1849年の調査では14の工場や785人の人口があった。

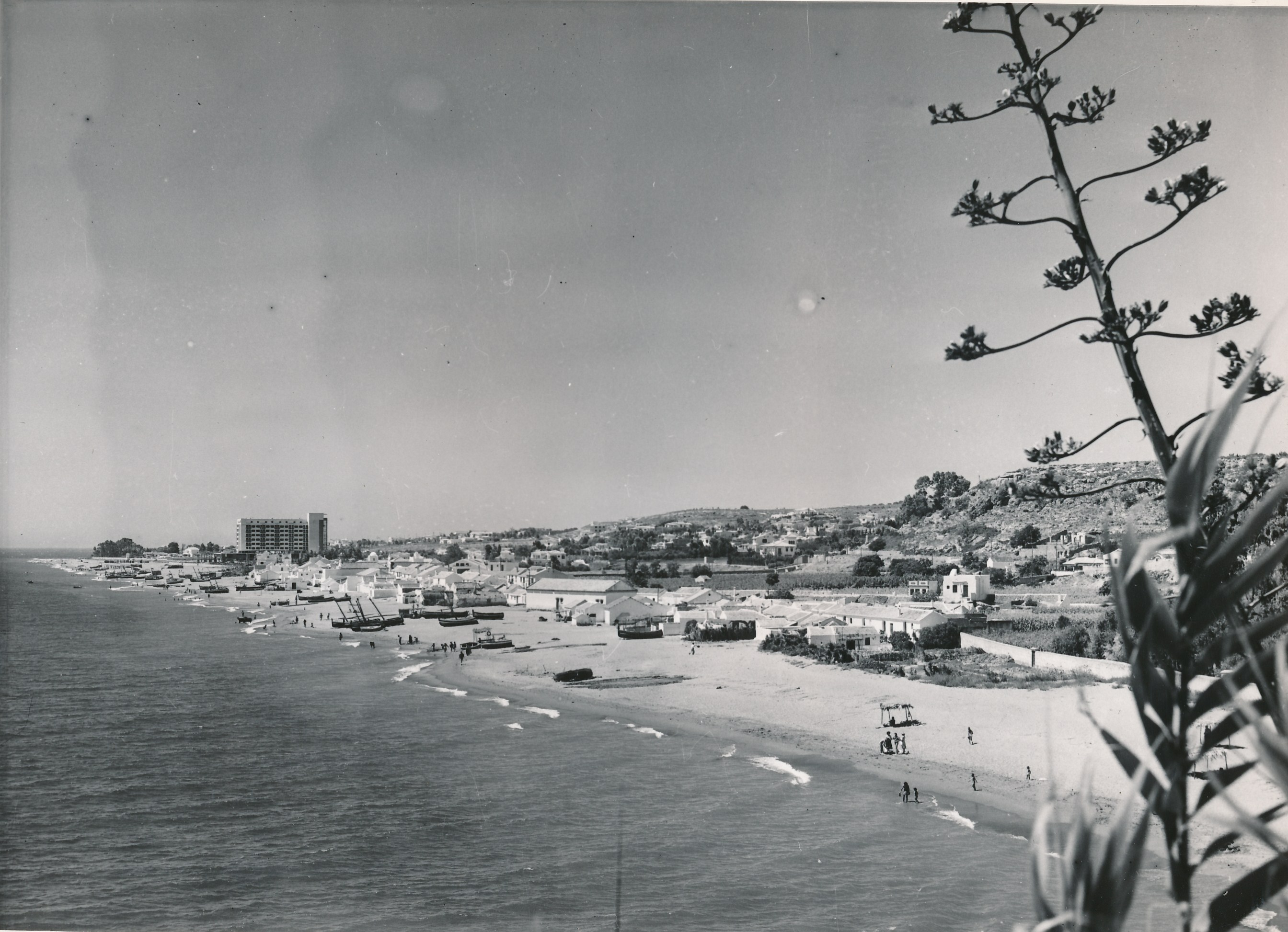
1960年のトレモリーノス

1924年にはマラガの自治体の一部となった。1950年代にはコスタ・デル・ソル最初期の観光地となり、グレース・ケリー、エヴァ・ガードナー、マーロン・ブランド、オーソン・ウェルズ、フランク・シナトラ、ブリジット・バルドー、フアン・カルロス1世、ソフィア・ローレン、フェリックス・ユスポフ、ソラヤー・エスファンディヤーリー・バフティヤーリー、リタ・ヘイワース、フアン・ペロン、ジョン・レノンなどがトレモリーノスを訪れた。
1959年には海岸沿いにアール・デコ様式のペス・エスパダ・ホテルが開業し、その後は他のホテル、ナイトクラブ、観光客向け施設が数多く建設された。1965年までにはスペイン国内で主要な観光地と認識されるようになっていた。1977年には国際海事機関(IMO)によってトレモリーノスで漁船安全条約（トレモリーノス条約）が採択された。1993年には同条約を全面改正した漁船安全条約議定書（トレモリーノス条約議定書）が採択されている。
1988年にはマラガから分離されて単独の自治体となった。毎週金曜日には無料英字紙の『スール』紙が発行されている。2011年にはトレモリーノス国際ファンタスティック映画祭が初開催された。

## 政治
| 任期      | 首長名                  | 政党                            |
| --------- | ----------------------- | ------------------------------- |
| 1979–1983 | マラガの一部            |                                 |
| 1983–1987 | マラガの一部            |                                 |
| 1987–1991 | Miguel Escalona Quesada | スペイン社会労働党(PSOE)(88-91) |
| 1991–1995 | Pedro Fernández Montes  | 国民党(PP)                      |
| 1995–1999 | Pedro Fernández Montes  | 国民党(PP)                      |
| 1999–2003 | Pedro Fernández Montes  | 国民党(PP)                      |
| 2003–2007 | Pedro Fernández Montes  | 国民党(PP)                      |
| 2007–2011 | Pedro Fernández Montes  | 国民党(PP)                      |
| 2011–2015 | Pedro Fernández Montes  | 国民党(PP)                      |
| 2015–2019 | José Ortiz García       | スペイン社会労働党(PSOE)        |
| 2019–2023 | n/d                     | n/d                             |
| 2023–     | n/d                     | n/d                             |

## 交通

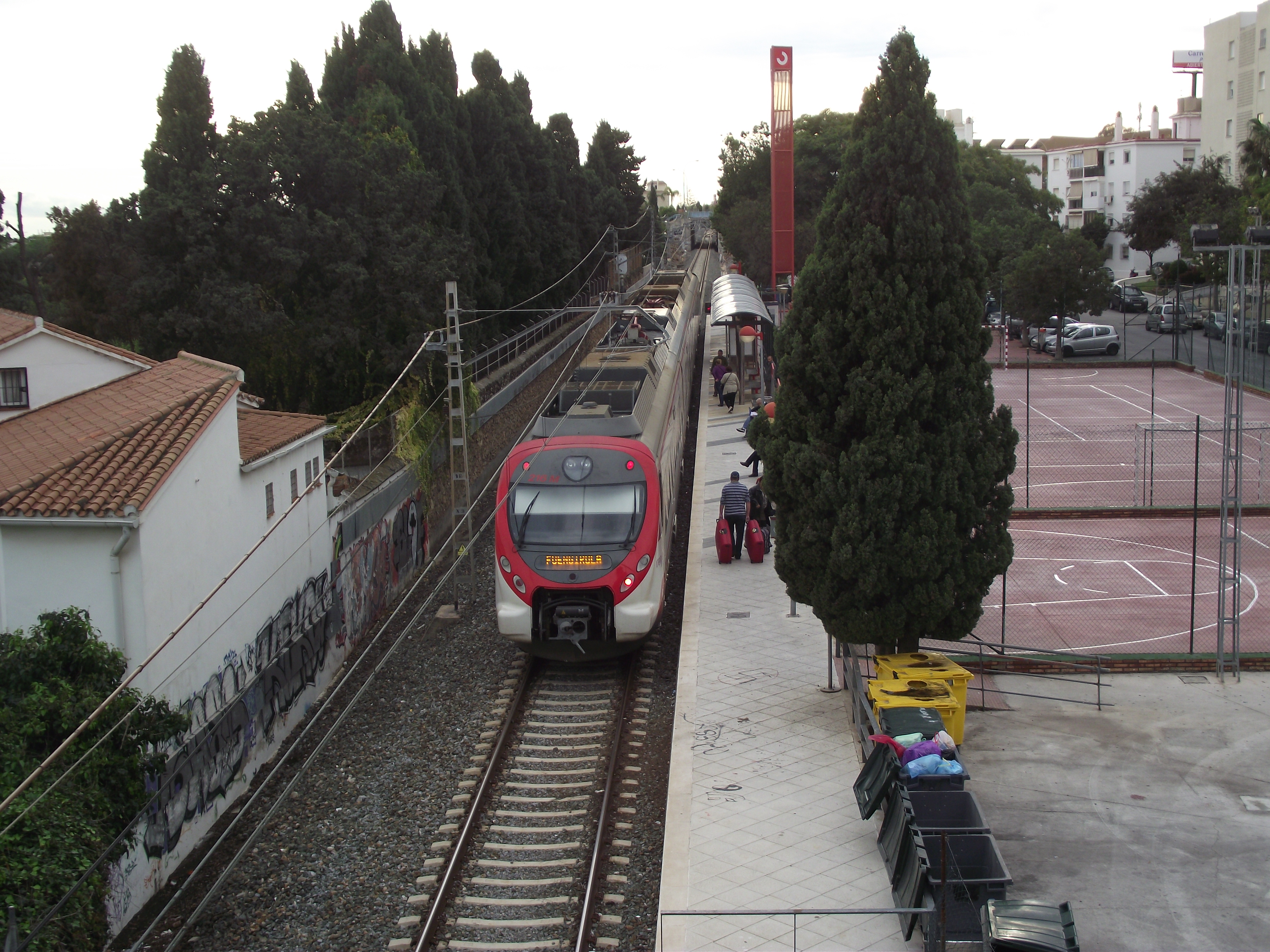
セルカニアス・マラガ

トレモリーノスとマラガの間には、アドルフォ・スアレス・マドリード＝バラハス空港、バルセロナ＝エル・プラット空港、パルマ・デ・マヨルカ空港に次いでスペインで4番目の乗客数の多いマラガ＝コスタ・デル・ソル空港がある。2017年のマラガ＝コスタ・デル・ソル空港の旅客数は1,862万人であり、約60か国に向けて旅客機が発着している。
マラガからマラガ＝コスタ・デル・ソル空港やトレモリーノスを通ってフエンヒローラまで、近郊鉄道のセルカニアス・マラガが運行されている。鉄道駅の券売機は現金だけでなくクレジットカードも受け付けており、また複数の言語に対応している。

## 文化
- 1998年には映画監督のサンティアゴ・セグラによってコメディ映画『トレンテ ハゲ! デブ! 大酒飲みの女好き! 超・肉食系スーパーコップ』が製作された。主人公は札束が入ったスーツケースを盗んで救急車に乗ると、救急車の運転手に対して病院ではなくトレモリーノスに向かうよう指示する。
- アメリカ合衆国の小説家であるジェームズ・ミッチェナーの『The Drifters』はトレモリーノスが舞台となった。ミッチェナーは「トレモリーノスの息子」（名誉市民）の称号を得ている。
- イギリスのコメディ番組である空飛ぶモンティ・パイソンには、トレモリーノスを訪れるイギリスのパッケージツアー客をからかうスケッチ・コメディーがある。
- ベルギーの音楽バンドであるSttellla（英語版）の楽曲に『Torremolinos』がある。
- 1980年代のインタラクティブフィクションゲームに『Terrormolinos』がある。
- 2003年には映画監督のパブロ・ベルヘルによって『Torremolinos 73』が製作された。1973年にトレモリーノスで撮られたエッチな映画が題名の由来である。
- イギリスの音楽ユニットであるソフト・セルの楽曲『Memorabilia』の歌詞はトレモリーノスに言及している。
- ドイツの映画監督であるドーリス・デリエによる2014年の作品『Alles inklusive』はトレモリーノスもロケ地となり、劇中の舞台の一部にトレモリーノスが登場する。
- 1960年代から1970年代にスペインで活動した音楽ユニットであるロス・サフィーロス（英語版）の楽曲に『Torremolinos』がある。

## 関係者

### 出身者
- ホセミ(1973-) : サッカー選手。
- フランシスコ・ハビエル・ソラール・ゴンサレス（スペイン語版）(1983-) : サッカー選手。
- マヌエル・トーレス・カトゥルラ（スペイン語版）(1989-) : サッカー選手。

### 居住者
- Gustavo Thorlichen（英語版）(1906-1986) : ドイツの写真家。
- アルバン・カルピス（英語版）(1907–1979) : カナダの犯罪者。晩年をトレモリーノスで過ごした。
- ダニー・ラ・ルー（英語版）(1927-2009) : アイルランドの歌手。
- ブレンダン・シェアーリン（英語版）(1959-) : イギリスの添乗員・テレビ司会者[5]。
- ニーナ・ジワネフスカヤ（英語版）(1977-) : ロシア出身でスペイン国籍の競泳選手。シドニーオリンピック100m背泳ぎ銅メダル。
- ダミアン・キンテーロ(1984-) : 空手家。